# Carlentini

Carlentini

Carlentini (sicilià Carruntini) és un municipi italià, dins de la província de Siracusa. L'any 2007 tenia 17.509 habitants. Limita amb els municipis d'Augusta, Buccheri, Catània (CT), Ferla, Francofonte, Lentini, Melilli i Sortino.

## Administració
| Període | Identitat      | Partit |
| ------- | -------------- | ------ |
| 2008-   | Giuseppe Basso | PdL    |

## Galeria d'imatges

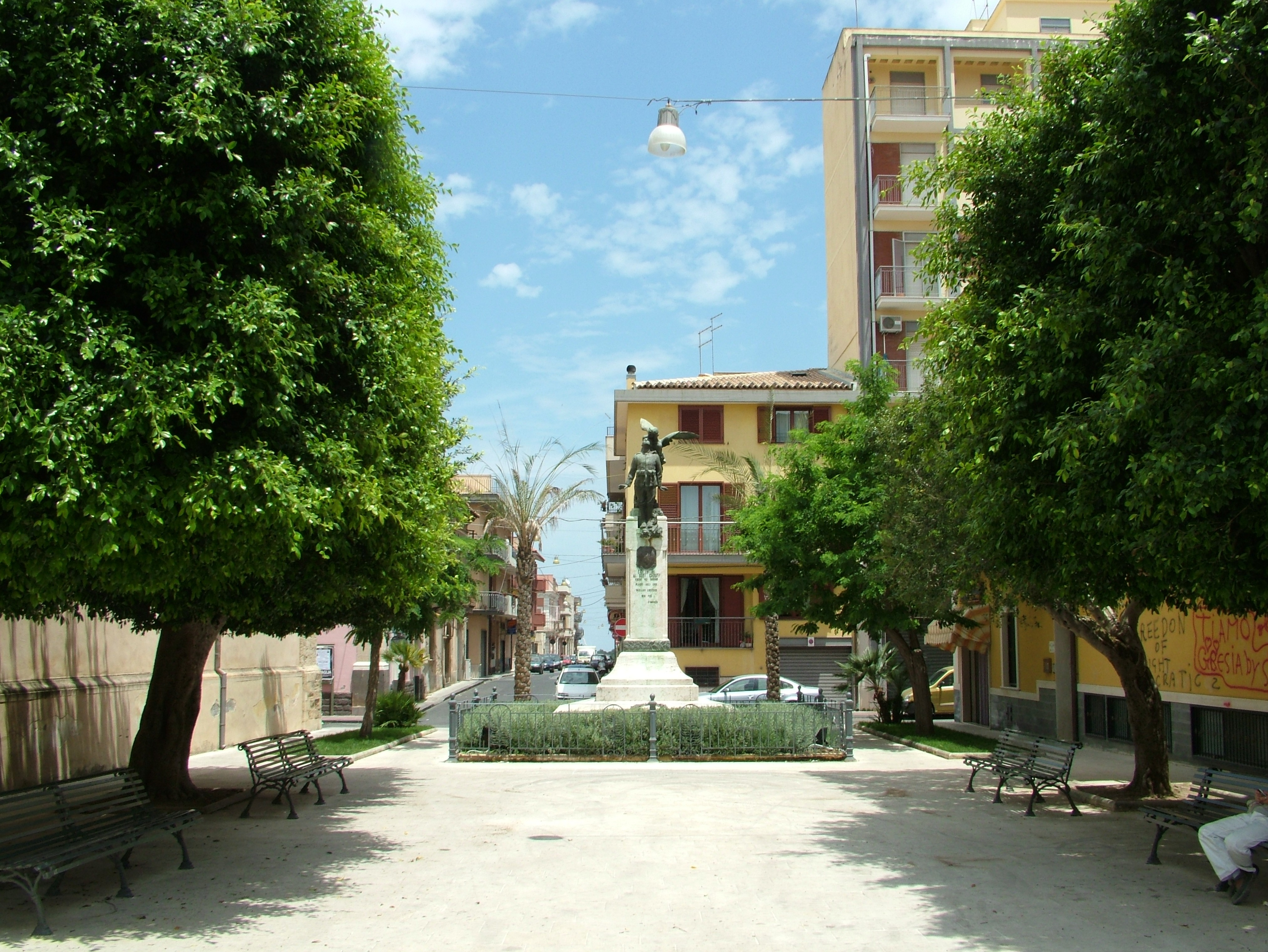
Monument als Caiguts
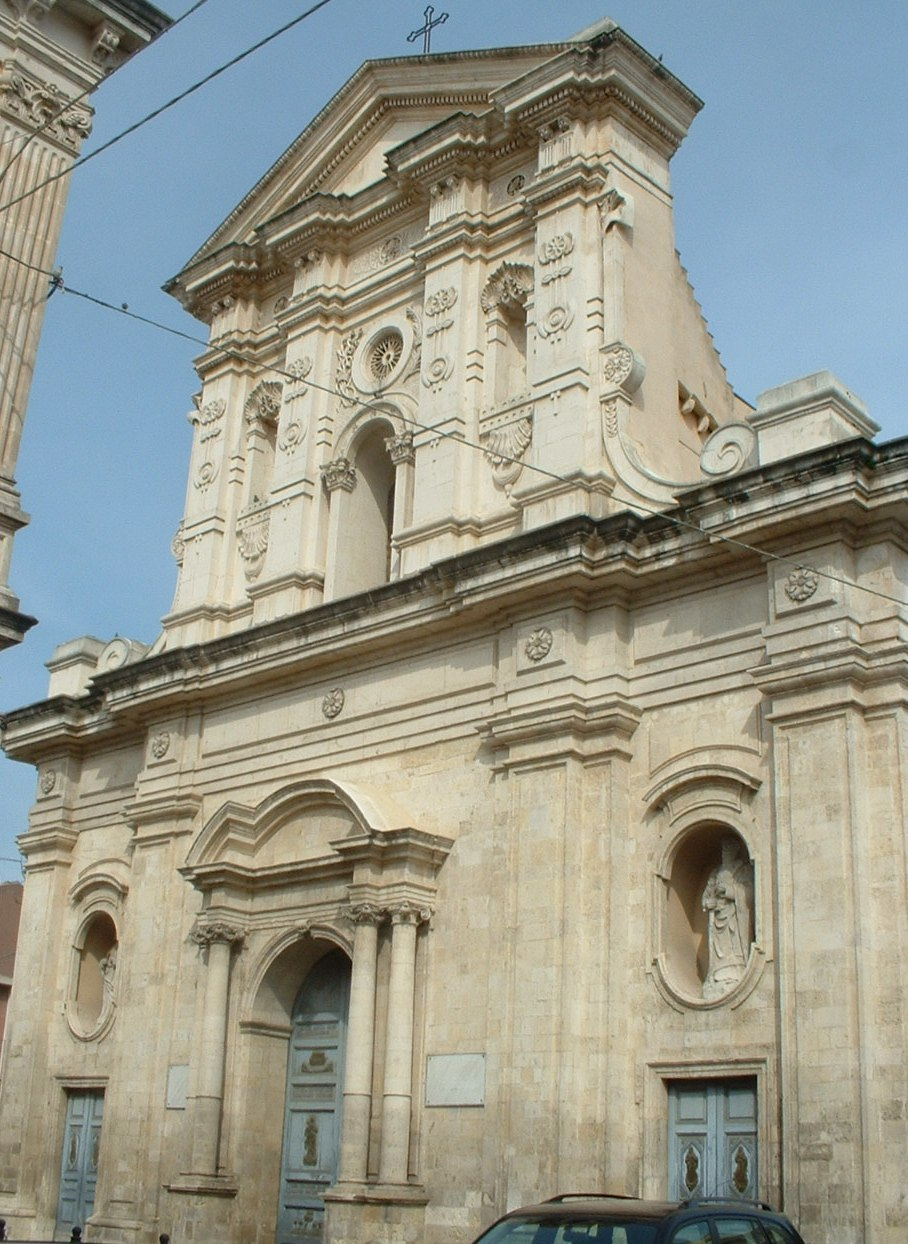
Església Mare Immacolata Concezione